# Suo anno
Mit suo anno (lat.: in seinem Jahr; Nom. annus suus) bezeichnete man im antiken Rom die frühestmögliche Bekleidung eines Amtes mit Erreichen des Mindestalters, das für das Amt vorgeschrieben war. Grundlage war die lex Villia annalis aus dem Jahr 180 v. Chr., in der – einem Plebiszit des Volkstribunen Lucius Villius folgend – das Mindestalter der einzelnen Ämter festgeschrieben worden war. Sulla erneuerte die Festlegungen des cursus honorum in der lex Cornelia de magistratibus und bestimmte die Pausen zwischen den einzelnen Ämtern neu, etwa das 10-jährige Intervall zwischen zwei Konsulatsämtern. Anhand der Lebensdaten Ciceros, der sich rühmte, alle Ämter suo anno erreicht zu haben, lassen sich die Daten für die einzelnen Ämter ermitteln. Gleichwohl sind die Angaben nicht immer streng auf das Alter als solches zu beziehen, vielmehr geht es Cicero in seiner Darstellung in erster Linie um die korrekten Intervalle zwischen zwei aufeinander folgenden Ämtern, selbst wenn eines verspätet angetreten worden sein sollte.
Für Mitglieder der Nobilität war das Erlangen der Ämter im Mindestalter meist der Regelfall, etwa bei Caesar. Wich ein cursus honorum hiervon ab, wie im Falle des Konsulats Sullas, spielten meist mehr oder minder gewichtige Gründe hierbei eine Rolle, auch wenn sie wie im Falle Sullas nicht leicht zu identifizieren sind. Die besondere Betonung Ciceros, alle Ämter suo anno erreicht zu haben, rührt aus dem Bewusstsein, als homo novus keinen Anspruch auf diesen glatten Ämterweg besessen zu haben. Ihn begangen zu haben, setzte entsprechende Protektion voraus.
Während der Kaiserzeit achteten oftmals die Kaiser auf die Einhaltung der im Rahmen der Gesetze schnellstmöglichen Laufbahn. So lässt sich für die Regierungszeit des Tiberius aufzeigen, dass lediglich homines novi regelmäßig nicht suo anno die Ämter erreichten, während für die übrigen auf die Einhaltung des cursus honorum auch unter diesem Aspekt geachtet wurde.